# Aeroportul Mysore
Aeroportul Mysore (IATA: MYQ, ICAO: VOMY) este un aeroport din Karnataka, India ce deservește zona Mysore. Aeroportul a fost tranzitat în decembrie 2022 de 14.442 de pasageri. A fost numit după zona deservită.
Situat la o altitudine de 715 m, aeroportul dispune de o singură pistă. Este operat de Airports Authority of India⁠(d).